# Evelina Nikolova
Evelina Nikolova (Petrič, 18 gennaio 1993) è una lottatrice bulgara, specializzata nella lotta libera.

## Palmarès
- Giochi olimpici

Tokyo 2020: bronzo nei 57 kg.
- Mondiali

Las Vegas 2015: bronzo nei 55 kg.
- Europei

Bucarest 2019: argento nei 55 kg.
Budapest 2022: argento nei 57 kg.
- Giochi europei

Baku 2015: bronzo nei 55 kg.